# اسمع وشوف (مسلسل)
اسمع وشوف هو مسلسل كوميدي عماني واقع مجتمعي، تم عرضه في شهر رمضان لعام 1443هـ على تلفزيون سلطنة عُمان في رمضان.

## ملخص
يناقش قضايا المواطن العُماني، بدءًا من غلاء المهور، وقضايا التسريح من العمل، طرقات التعامل مع فيروس كورونا /كوفيد19/، وغيرها من القضايا المتواجدة في كافة أفراد المجتمع.

## طاقم
- صالح زعل [3]
- فخرية خميس
- جابر نغموش
- أمينة عبد الرسول
- سيف الغانم
- محمد بن نور البلوشي
- شمعة محمد
- جمعة هيكل
- عاصم الزدجالي
- بتول خميس
- سلوى الجراش
- شيماء رحيمي
- ناصر حماد
- عبدالله ملك

## الإنتاج
في أواخر سبتمبر 2021، أعلن عن بدء تصوير المسلسل في 1 أكتوبر2021 ، وسيستمر التصوير لمدة 75 يوم.
سيتم إخراج المسلسل بواسطة المخرج السوري عارف الطويل الذي عمل على مسلسل الدرب البعيد، مغامرات البابا لوز، المجهول، الطريق إلى كابل، أفراح مؤقتة، للأمل عودة. والجوارح والسلسلة الشهيرة مرايا وغيرها. وسيكتب العمل الكاتب العماني يوسف الحاج الذي كتب مسلسل ناس وناس. سيتم إنتاج المسلسل بمجموع 30 حلقة لكل منها 25 دقيقة.